# Copromyza annulipes
Copromyza annulipes är en tvåvingeart som först beskrevs av Oswald Duda 1938.  Copromyza annulipes ingår i släktet Copromyza och familjen hoppflugor. Inga underarter finns listade i Catalogue of Life.